# If God Will Send His Angels
Singles de U2
Please
(1997) Mofo
(1997)
Pistes de Pop
Mofo Staring at the Sun
If God Will Send His Angels est un single du groupe de rock irlandais U2, extrait de l'album Pop, dont il est le cinquième single. Il apparaît également sur la bande originale du film La Cité des anges. Le single est sorti en même temps que Mofo les 8 décembre 1997 et 9 décembre 1997 aux États-Unis. Bono dit que c'est une chanson aigre, « mais on sent qu'il y a un rayon de lumière là-dedans. »

## Liste des pistes

### Version 1
1. If God Will Send His Angels (version single) (4:32)
2. Slow Dancing (with Willie Nelson) (4:00)
3. Two Shots of Happy, One Shot of Sad (4:12)
4. Sunday Bloody Sunday (live à Sarajevo) (3:49)

Cette version est sortie sur CD en Europe et aux États-Unis.

### Version 2
1. If God Will Send His Angels (version single) (4:32)
2. Mofo (Romin Remix) (5:50)

Cette version est sortie sur cassette en Angleterre et aux États-Unis et sur CD en Angleterre et en Australie.

## Autres versions
Il existe trois versions de cette chanson :
- La version de l'album qui apparaît sur Pop. Il s'agit de la plus longue version de la chanson, c'est également la chanson originale.
- La version du single, également sur la bande originale du film La Cité des anges, et sur le clip vidéo. Ses refrains sont arrangés dans l'ordre inverse (déplaçant le point culminant à la fin de la chanson), et la fin est différente (des paroles ont remplacé le scat de l'originale) raccourcissant la chanson de près d'une minute.
- Le Big Yam Mix ou Grand Jury Mix, un remix de la chanson qui apparaît sur le single Mofo et sur la face B de The Best of 1990-2000.

## Vidéo
Le clip de la chanson a été réalisé par Phil Joanou. La scène a lieu dans un restaurant, en split-screen horizontal. On peut voir Bono dans la partie supérieure et les personnes qui sont assises à côté de lui dans la partie inférieures. Pendant que Bono chante, plusieurs personnes s'assoient à sa table, discutent un moment et partent (dont les trois autres membres du groupe).
La vidéo a été accélérée, Bono a dû apprendre comment chanter doucement pour pouvoir parfaitement synchroniser la voix et le clip. Les autres personnes de la vidéo parlent et bougent à une vitesse normale, donc apparaissent accélérées dans le clip.
La vidéo apparaît sur le DVD de The Best of 1990-2000, avec les commentaires du réalisateur.
Un autre clip existe contenant en plus quelques scènes du film La Cité des anges de Brad Silberling.

## Performances live
If God Will Send His Angels a été interprétée uniquement sur le PopMart Tour dans 23 des 35 shows. Elle fut interprétée dès le premier show à Las Vegas, après Until the End of the World. Ce fut la seule fois que le groupe entier la chanta. Toutes les performances suivantes n'ont été jouées que par Bono et The Edge, toujours à la suite de Until the End of the World. Sa dernière interprétation a eu lieu le 27 juin 1997 à Chicago. Elle fut alors remplacée par New Year's Day la nuit suivante.

## Faces B
Les différentes versions du single If God Will Send His Angels ont pour faces B :

### Slow Dancing
Slow Dancing est une chanson de musique country écrite par Bono pour Willie Nelson en 1989. Elle est d'abord parue sur le single Stay (Faraway, So Close!) en 1993, interprétée uniquement par Bono et The Edge. En 1997, U2 a pu l'enregistrer avec Willie Nelson. Cette version est interprétée par Willie Nelson au chant, Mickey Raphael à l'harmonica en plus de U2 au complet, Bono et Brian Eno participant aux chœurs.

### Two Shots of Happy, One Shot of Sad
Cette chanson a été écrite par Bono pour Frank Sinatra en 1992. C'est une chanson de jazz écrite dans le style de Frank Sinatra. Cette chanson a été enregistrée live par Bono et The Edge dans un studio de Londres pour le 80e anniversaire de Frank Sinatra. Elle a été jouée dans un hommage d'anniversaire à Frank Sinatra télévisé le 19 novembre 1995 aux États-Unis. L'arrangement des cordes est de Craig Armstrong.
Bien que Frank Sinatra n'ait pas eu l'occasion de l'enregistrer lui-même, sa fille, Nancy Sinatra, l'a enregistrée pour son album Nancy Sinatra en 2004 avec Adam Clayton et Larry Mullen Jr. de U2 respectivement à la basse et à la batterie alors qu'ils n'apparaissent pas sur l'enregistrement original. Nancy Sinatra a changé les pronoms dans la chanson pour les mettre de la première à la troisième personne, en référence à son père.

### Sunday Bloody Sunday (Live à Sarajevo)
Cette chanson a été enregistrée live pendant le PopMart Tour à Sarajevo, en Bosnie-Herzégovine le 23 septembre 1997. Comme Bono avait perdu sa voix plus tôt pendant la représentation, c'est le guitariste The Edge qui a chanté la chanson, accompagné seulement de sa guitare, rendant la mélodie plus douce que l'originale sur l'album War.
C'était la première fois que la chanson était jouée de cette façon, remplaçant le karaoké de The Edge dans la programmation (à l'exception des shows suivants à Thessalonique en Grèce et Tel Aviv en Israël, l'interprétation est devenue récurrente jusqu'à la fin du PopMart tour).

### Mofo (Romin Mix)
Cette version est un remix de Mofo par Johnny Moy.

## Classements
| Classement / pays (1997)       | Meilleure position |
| ------------------------------ | ------------------ |
| Irlande - Irish Singles Chart  | 11                 |
| Royaume-Uni - UK Singles Chart | 14                 |